# Under the Influences
Under the Influences è il secondo album solista di Mike Ness, frontman dei Social Distortion, pubblicato il 9 novembre 1999 da Time Bomb Recordings. Si tratta di una raccolta di cover di celebri artisti country e bluegrass come Hank Williams, Marty Robbins e Carl Perkins.

## Tracce
1. All I Can Do Is Cry (Raymond/Walker) – 2:51
2. Gamblin' Man (Rainwater) – 2:27
3. Let the Jukebox Keep on Playing (Perkins) – 3:12
4. I Fought the Law (Curtis) – 2:49
5. Big Iron (Robbins) – 4:32
6. One More Time (Howard) – 2:48
7. Six More Miles (Williams) – 2:41
8. A Thief in the Night (Howard/Mackenzi/Saint) – 2:48
9. Once a Day (Anderson) – 2:31
10. Funnel of Love (Charlie McCoy/Westbury) – 2:36
11. House of Gold (Williams) – 2:45
12. Wildwood Flower (Carter/Thompson) – 3:21
13. Ball and Chain (Honky Tonk) (Ness) – 5:54

## Crediti[2]
- Mike Ness - voce, chitarra elettrica, chitarra acustica, produttore, art director, missaggio
- James Saez - chitarra elettrica, chitarra acustica, percussioni, produttore, ingegneria del suono, missaggio
- Brent Harding - basso elettrico, basso
- Sean Graves - banjo, chitarra elettrica
- Mando Dorame - sassofono tenore
- Brantley Kearns - fiddle
- Chris Lawrence - steel guitar
- Charlie Quintana - batteria
- Jolie Clemens - art director
- Bob Breen - assistente
- Martin Klemm - assistente al missaggio
- F. Scott Schafer - fotografia
- Eddy Schreyer - mastering

## Classifiche[3]
| Classifica        | Posizione |
| ----------------- | --------- |
| Billboard Top 200 | 174       |